# 长孙季
长孙季，字传担，代人，北魏将军，长孙嵩的孙子，長孫頹的儿子。

## 生平
长孙季年轻时聪惠，风仪出众。以门荫入仕，官至直阁将军、武卫将军，在官任上去世，朝廷追赠使持节、征虏将军、司空公、安州都督，谥号贞。

## 家庭
- 夫人：昌黎慕容氏，前燕文明帝慕容皝之后、邵陵王慕容謩曾孙女、黄龙镇将慕容定之女。
  - 子：长孙寿，鸿胪卿、益州刺史，赠卫将军、仪同三司、冀州刺史。
    - 孙：长孙彦，长孙寿的儿子，北齐太子（高纬）洗马，赠平西将军、合州都督。

  - 子：长孙盛，散骑常侍，赠征东将军、雍州刺史。
  - 子：长孙庆，骠骑将军、给事黄门侍郎、桑乾县公。
  - 子：长孙纲，平北将军，殷州长史。
  - 子：长孙炽，冠军将军，中散大夫。